# Umut Kekilli
Umut Kekilli (* 17. April 1984 in Köln) ist ein ehemaliger deutsch-türkischer Fußballspieler.

## Leben

### Karriere
Umut Kekilli begann im Alter von dreizehn Jahren mit dem Fußballspielen in der Jugend von Bayer 04 Leverkusen. Seine Karriere begann 2005 in der vierthöchsten Spielklasse im deutschen Fußball, der Fußball-Oberliga Nordrhein, bei Alemannia Aachen II.
Er wechselte 2007 in die Türkei und spielte bis 2009 bei Kocaelispor, anschließend bei Kartalspor und ab Juli 2009 für Konyaspor. Für Konyaspor wurde er bis Mitte 2010 in sechs Spielen in der Süper Lig eingesetzt. Im Sommer 2015 beendete er seine Profikarriere.

### Persönliches
Kekilli war von 2009 bis 2019 in einer On-Off-Beziehung mit Natascha Ochsenknecht. 2015 nahm er mit Ochsenknecht zusammen an der Tanzshow Stepping Out teil und belegte mit ihr den sechsten Platz. 2018 nahm er als Kandidat an der Realityshow Promi Big Brother teil. Seit 2018 ist er als Gastronom tätig und eröffnete in Köln sein erstes eigenes Lokal, eine Filiale der hawaiianischen Edel-Fast-Food-Kette MA'LOA.
Seit 2019 ist er mit Ina Maria Schnitzer in einer Beziehung. Im Juli 2020 wurden sie Eltern einer Tochter.